# Астерий Петрский
Асте́рий Пе́трский (греч. Ἀστερίος ἐπίσκοπος Πετρῶν; IV век) — епископ города Петры. Причислен к лику святых в Католической церкви, память 10 июня.
Астерий исповедовал Никейский символ веры; поэтому он участвовал в Сардикийском соборе, несмотря на то, что большинство епископов, приглашённых на собор, покинуло его. Эти епископы удалились в Филиппополь, где открыли свой особый собор, на котором осудили Афанасия и деяния Сардикийского собора. На Сардикийском соборе был подтверждён Никейский символ веры и были приняты 20 правил, вошедших в Православной церкви в общий свод церковного права.
Констанций II, приверженец арианства и противник Никейского символа веры, за участие в Соборе сослал Астерия в Ливию. В ссылке Астерий терпел лишения и находился до 362 года. В этом году император Юлиан Отступник возвратил его из ссылки. В 362 году Астерий участвовал в работе Александрийского собора, на котором было принято вероучение о том, что Святой Дух той же сущности и божественности как Отец и Сын, и никто из Троицы не может называться творением, и так же более низким, или более поздним по отношению к другим лицам. Собор возложил управление восточными церквями на Астерия и на других, кто был с ним, управление западными церквями было возложено на Евсевия.